# Leuctra dolasilla
Leuctra dolasilla är en bäcksländeart som beskrevs av Giovanni Consiglio 1955. Leuctra dolasilla ingår i släktet Leuctra och familjen smalbäcksländor. Inga underarter finns listade i Catalogue of Life.